# بيل كوفمان
بيل كوفمان (بالإنجليزية: Bill Kauffman)‏ هو صحفي أمريكي، ولد في 15 نوفمبر 1959 في باتافيا في الولايات المتحدة.